# FC Kondzo
Football Club Kondzo w skrócie FC Kondzo – kongijski klub piłkarski grający w pierwszej lidze kongijskiej, mający siedzibę w mieście Brazzaville. Do 2012 nosił nazwę AS Kondzo

## Sukcesy
- I liga[1]
  - 3. miejsce (1): 2013.

## Występy w afrykańskich pucharach
| Sezon | Rozgrywki           | Runda   | Kraj    | Klub                | Dom | Wyjazd | Dwumecz |
| ----- | ------------------- | ------- | ------- | ------------------- | --- | ------ | ------- |
| 2014  | Puchar Konfederacji | wstępna | Kamerun | Yong Sports Academy | 2–0 | 1–3    | 3–3     |
| 2014  | Puchar Konfederacji | 1       | Nigeria | Bayelsa United FC   | 0–0 | 0–2    | 0–2     |

## Stadion
Domowe mecze klub rozgrywa na stadionie o nazwie Stade Alphonse Massemba–Débat w Brazzaville, który może pomieścić 33 037 widzów.

## Reprezentanci kraju grający w klubie
Stan na lipiec 2023.
| - Ismaël Ankobo - Christ Bakaki - Archange Bintsouka - Férébory Doré | - Brill Ibara - Grâce Miguel Mamic Itoua - Yann Mokombo - Joé Ombandza |